# Tutti gli uomini del parlamento
Tutti gli uomini del parlamento è un film documentario del 1980 diretto da Claudio Racca e tratto dall'omonimo libro di Guido Quaranta (edizioni SEI, Torino, 1977).

## Trama
Film-inchiesta sui parlamentari italiani che analizza gli aspetti professionali (costi di una campagna elettorale, retribuzioni, doveri, spese) e la giornata tipica, fra i rapporti pubblici con elettori e colleghi e quelli privati con le famiglie.